# Thanguwa
Trephina Sultan Thanguwa (1967, Alice Springs, Australija-), australska slikarica iz plemena Luritja rođena u Alice Springsu 1967. u australskom Sjevermom teritoriju. Jedino je dijete svojih roditelja, a ljubav prema slikanju stekla je odrastajući uz svoje brojne stričeve, ujake i druge rođake koje je promatrala kako slikaju.
Školu na engleskom jeziku pohađa u Allice Springsu i kao ekspert za luritja jezik postaje tumač i sa svojim kolegama daje značajan doprinos aboridžinsko-engleskom rječniku.
Na njezina umjetnička dijela ima mnogo ujecaja znanje o domorodačkoj kulturi što ga je kao mlada djevojka stekla od svojih roditelja, rođaka i starješina. Radi u tipičnom aboridžinskom dot-stilu, a radovi su joj poznati kao Tjanpi Kampanyi ili spaljivanje trave; Burning Grass), što je bio običaj njezinog naroda da su iz lovačkih razloga palili travu i žbunje kako bi istjerali divljač.

## Vanjske poveznice
- Trephina Sultan Thanguwa
- Trephina Sultan Thanguwa Artist Slideshow  Arhivirana inačica izvorne stranice od 2. rujna 2012. (Wayback Machine)